# Johan Gunder Adler
Johan Gunder Adeler (5. marts 1784 – 26. maj 1852) var en dansk lektor, forfatter og statsmand. Han flyttet til Fredrikshald i 1812.
I februar 1814 udformede han og Christian Magnus Falsen det første udkast til Norges grundlov, «Udkast til en Konstitution for Kongeriget Norge» der blev trykt i N. Wulfsbergs «Journal for Lovgivning, Rigsforfatning og Politik» og var tilegnet Prinsregenten Christian Frederik, der gennemlæste og forsynede det med kritiske bemærkninger. Forfatningsudkastet var stærkt påvirket af den første Franske konstitution af september 1791.
I 1843 blev han dekoreret med Danebrogsordenens Storkors.
Johan Gunder Adler var gift med Anna Maria Høyer (født 1786).